# 中华人民共和国第十二届少数民族传统体育运动会
中華人民共和國第十二屆少數民族傳統體育運動會是第十二屆中國民運會。賽事經國務院同意，由國家民委和國家體育總局主辦、海南省人民政府承辦，于2024年11月22日至30日在海南省三亚市举办，马上项目比赛于2024年7月8日至13日在新疆维吾尔自治区伊犁哈萨克自治州昭苏县举行。

## 籌備
- 2018年，海南奪得第十二届全国少數民族傳統體育運動會承辦權，这是海南省首次承办全国性的大型综合体育赛事活动。[3]
- 2022年7月，第十二屆全國少數民族傳統體育運動會執行工作委員會宣佈向社會公開徵集會徽、口號、吉祥物、宣傳畫、主題曲。[4]
- 2023年1月11日，第十二届全国少数民族传统体育运动会筹委会第二次全体会议召开，听取筹备工作总体进展情况，部署下一步重点工作，省长、运动会筹委会主任冯飞出席并讲话。[5]

## 競賽項目
十二届民族运动会一共设置177個大項、106個小項：
- 攀椰竞速 [1]
- 龍舟
- 珍珠球
- 民族武術
- 板鞋競速
- 高腳競速
- 蹴球
- 獨竹漂
- 押加
- 龍舟
- 射弩
- 毽球
- 陀螺
- 花炮
- 木球
- 秋千
- 龍舟
- 表演項目
- 民族健身操
- 馬上項目

## 竞赛场馆
除了馬上項目在新疆昭蘇舉行外，十二届民族运动会將於以下競賽場地舉行：
- 三亞學院
  - 東區體育場（木球）
  - 風雨球場 （蹴球）
- 海南熱帶海洋學院
  - 體育館籃球場（珍珠球）
  - 體育場（押加）
- 三亞技師學院
  - 體育館（民族健身操）
  - 體育場（高腳競速、板鞋競速）
  - 籃球場（陀螺）
- 三亞國際體育產業園
  - 熱身場（攀椰竞速、秋千）
  - 熱身場、體育館（表演項目）
- 三亞中學體育館（毽球）
- 三亞市第一中學體育館（民族武術）
- 三亞河（龍舟、獨竹漂）
- 上海外國語大學三亞附屬中學體育館（射弩）
- 陵水黎安國際教育創新試驗區體育場（花炮）